# Василовці (Софійська область)
Васи́ловці (болг. Василовци) — село в Софійській області Болгарії. Входить до складу общини Драгоман.

## Населення
За даними перепису населення 2011 року у селі проживали 73 особи, усі — болгари.
Розподіл населення за віком у 2011 році:
Динаміка населення: